# Rio Vacacaí
Rio Vacacaí är ett vattendrag i Brasilien.   Det ligger i delstaten Rio Grande do Sul, i den södra delen av landet, 1 700 km söder om huvudstaden Brasília.
Trakten runt Rio Vacacaí består till största delen av jordbruksmark. Runt Rio Vacacaí är det mycket glesbefolkat, med 7 invånare per kvadratkilometer.